# Unicodeblock Devanagari, erweitert-A
Der Unicodeblock Devanagari, erweitert-A (Devanagari Extended-A, U+11B00 bis U+11B5F) beinhaltet Devanagari-Zeichen aus glücksverheißenden indischen Inschriften und Manuskripten ab dem elften Jahrhundert.

## Tabelle
| Unicodenummer   | Zeichen (400 %) | Kategorie                   | Bidirektionale Klasse       | Offizielle Bezeichnung                   | Beschreibung                                                            |
| --------------- | --------------- | --------------------------- | --------------------------- | ---------------------------------------- | ----------------------------------------------------------------------- |
| U+11B00 (72448) | 𑬀               | Markierung ohne Extrabreite | Markierung ohne Extrabreite | DEVANAGARI HEAD MARK                     | Devanagari-Kopfmarke                                                    |
| U+11B01 (72449) | 𑬁               | Markierung ohne Extrabreite | Markierung ohne Extrabreite | DEVANAGARI HEAD MARK WITH HEADSTROKE     | Devanagari-Kopfmarke mit Oberstrich                                     |
| U+11B02 (72450) | 𑬂               | Markierung ohne Extrabreite | Markierung ohne Extrabreite | DEVANAGARI SIGN BHALE                    | Devanagari-Zeichen Bhale                                                |
| U+11B03 (72451) | 𑬃               | Markierung ohne Extrabreite | Markierung ohne Extrabreite | DEVANAGARII SIGN BHALE WITH HOOK         | Devanagari-Zeichen Bhale mit Oberstrich                                 |
| U+11B04 (72452) | 𑬄               | Markierung ohne Extrabreite | Markierung ohne Extrabreite | DEVANAGARII SIGN EXTENDED BHALE          | Devanagari-Zeichen Erweitertes Bhale                                    |
| U+11B05 (72453) | 𑬅               | Markierung ohne Extrabreite | Markierung ohne Extrabreite | DEVANAGARI SIGN EXTENDED BHALE WITH HOOK | Devanagari-Zeichen Erweitertes Bhale mit Haken                          |
| U+11B06 (72454) | 𑬆               | Markierung ohne Extrabreite | Markierung ohne Extrabreite | DEVANAGARI SIGN WESTERN FIVE-LIKE BHALE  | Devanagari-Zeichen Westliches Bhale (ähnlich wie das Zeichen für fünf)  |
| U+11B07 (72455) | 𑬇               | Markierung ohne Extrabreite | Markierung ohne Extrabreite | DEVANAGARI SIGN WESTERN NINE-LIKE BHALE  | Devanagari-Zeichen Westliches Bhale (ähnlich wie das Zeichen für neun)  |
| U+11B08 (72456) | 𑬈               | Markierung ohne Extrabreite | Markierung ohne Extrabreite | DEVANAGARI SIGN REVERSED NINE-LIKE BHALE | Devanagari-Zeichen Umgekehrtes Bhale (ähnlich wie das Zeichen für neun) |
| U+11B09 (72457) | 𑬉               | Markierung ohne Extrabreite | Markierung ohne Extrabreite | DEVANAGARI SIGN MINDU                    | Devanagari-Zeichen Mindu                                                |